# Anton Josef Trčka
Anton Josef Trčka, né le 7 septembre 1893 à Vienne (Autriche-Hongrie) et mort le 16 mars 1940 dans la même ville, est un photographe, peintre et écrivain autrichien d'origine tchèque.

## Biographie
Anton Josef Trčka est fils de Josef Trčka (1868-1920), un commerçant en produits alimentaires qui avait quitté la Moravie pour s’installer à Vienne, et de son épouse Eléonore (1867-1909). Trčka restera toujours attaché à la langue tchèque de sa famille.
De 1911 à 1915, il fréquente à Vienne l’institut impérial et royal d’enseignement et de recherche graphiques, dans la classe de Karel Novák, qui lui fait découvrir le symbolisme et la peinture de ses contemporains préraphaélites. Dans sa division se trouvent également Trude Fleischmann et Rudolf Koppitz. Trčka signe ses travaux du nom d’Antios. Il acquiert l’expérience des nouvelles techniques photographiques. En 1914, il fait la connaissance d’Egon Schiele et de Gustav Klimt, qu’il photographiera souvent et qui le recommandent dans leurs cercles de relations.
Après avoir effectué son service militaire au front de 1916 à 1918, il travaille à Prague à partir de 1919 pour le département de photographie militaire du Ministère des travaux publics tchécoslovaque, tout en continuant de vivre à Vienne. En 1918, il épouse Clara Schlesinger, une femme aisée dont il aura une fille. C’est par son intermédiaire qu’il entre en contact avec Rudolf Steiner et sa Société anthroposophique universelle. En 1922, il se rend au congrès anthroposophique de Vienne.
Dans ses aquarelles, Trčka se démarque du style ornemental de Klimt : puisant dans le folklore tchèque, il développe un style personnel. Il écrit aussi de la poésie et entretient un lien d’amitié avec le poète nationaliste tchèque Josef Svatopluk Machar. Entre 1929 et 1937, il organise des lectures dans son atelier.
En 1924 il a repris à Vienne ses activités de photographe. Il travaille en 1925 dans l’atelier d’Hella Katz, puis fonde en 1926 le Cercle des ateliers pour l’artisanat d’art et l’art photographique. En 1930 il passe encore un examen lui permettant d’accéder au titre de Maître-photographe : mais il n’expose plus que de temps à autre et abandonne complètement la photographie à partir de 1930. Il travaille à ses poèmes, dont il n’existe pourtant plus de publication attestée après 1924.
Trčka meurt en 1940 d’une intoxication au monoxyde de carbone. Le sculpteur Franz Seifert moule son masque mortuaire. Son atelier et toutes les photographies, peintures et écrits posthumes qui y étaient entreposés sont entièrement détruits par un bombardement en 1944.

## Expositions
- 15 décembre 1993 - 17 janvier 1994 : Anton Josef Trčka : fotograf vídeňské moderny, Galerie Franz Kafka, Prague[2].

- 14 mars - 24 mai 1998 : Anton Josef Trčka, Edward Weston, Helmut Newton : die Künstlichkeit des Wirklichen ; fotografierte Körper, Kestnergesellschaft, Hanovre[3].

- juillet 1999 : Anton Josef Trčka : 1893–1940, Rupertinum, Museum für zeitgenössische und moderne Kunst, Salzbourg[4].

- 15 décembre 1999 - 30 janvier 2000 : Anton Josef Trcka. Retrospektive 1912-1939, Kunst Historiches Museum (KHM), Vienne[5]

## Galerie: photographies

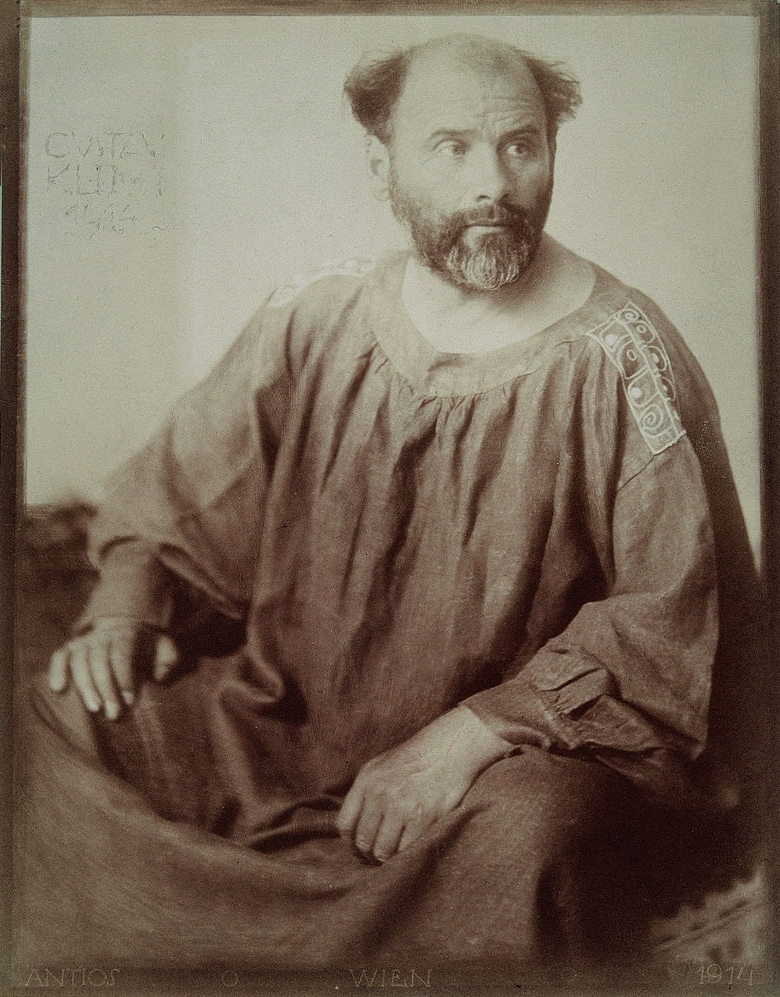
Gustav Klimt, 1914.
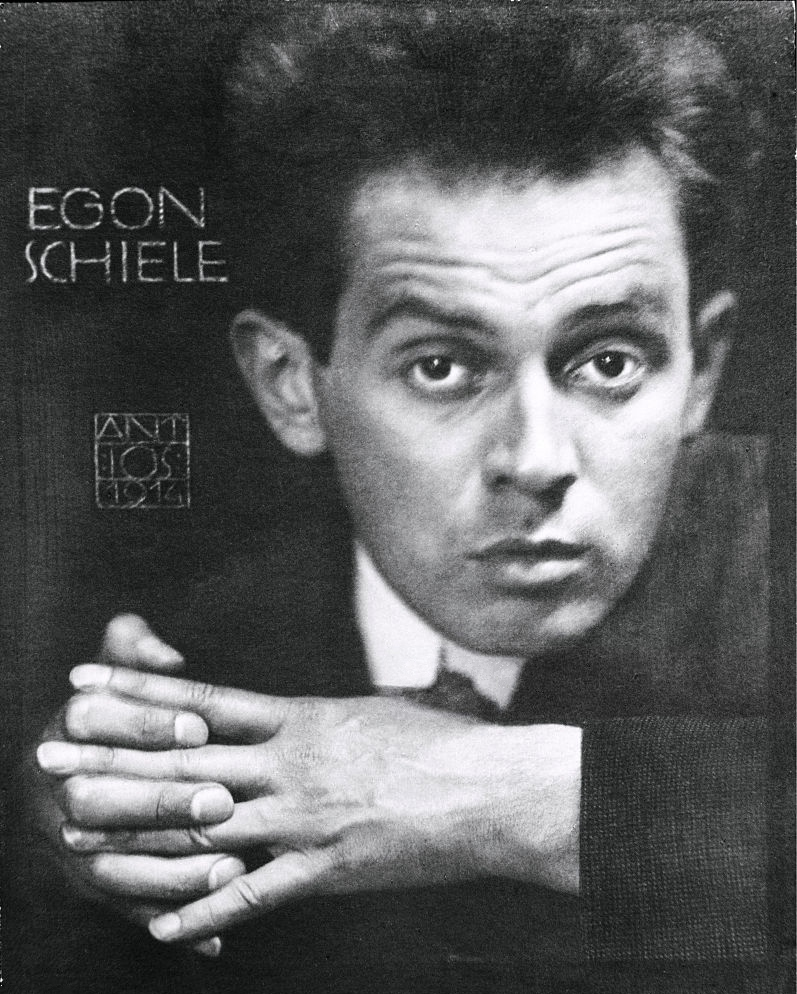
Egon Schiele, 1914.
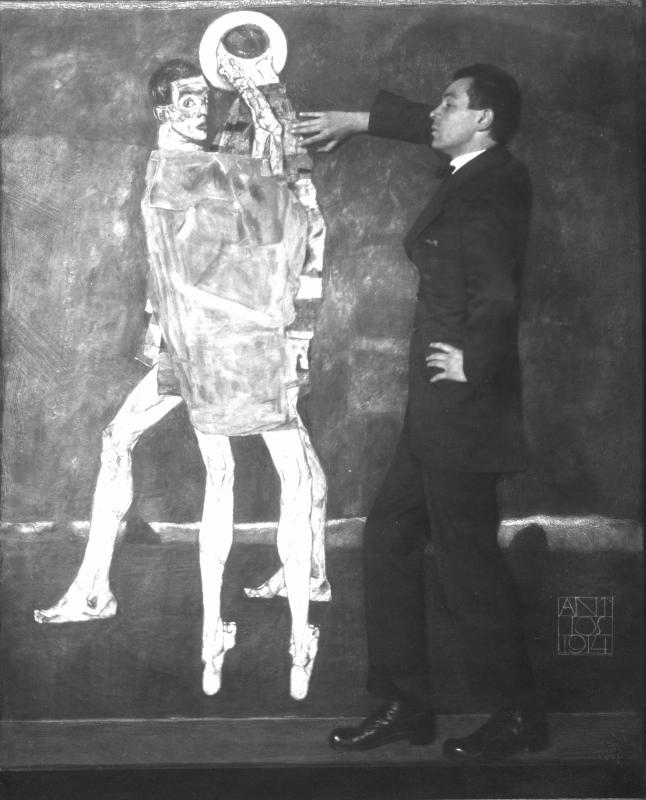
Egon Schiele devant sa peinture Rencontre, 1914[6].
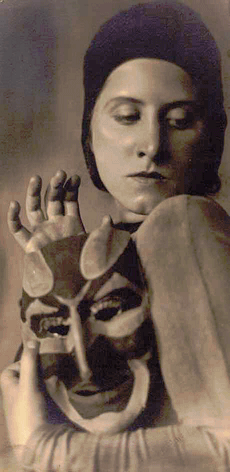
La danseuse Hilde Holger, 1925.
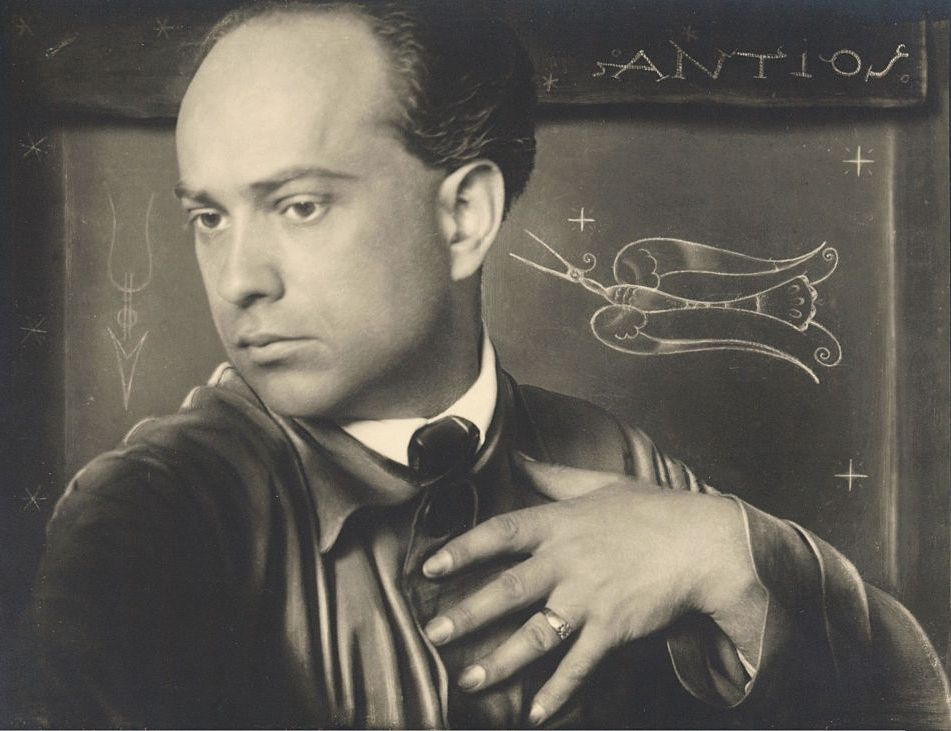
Autoportrait photographique, vers 1925.
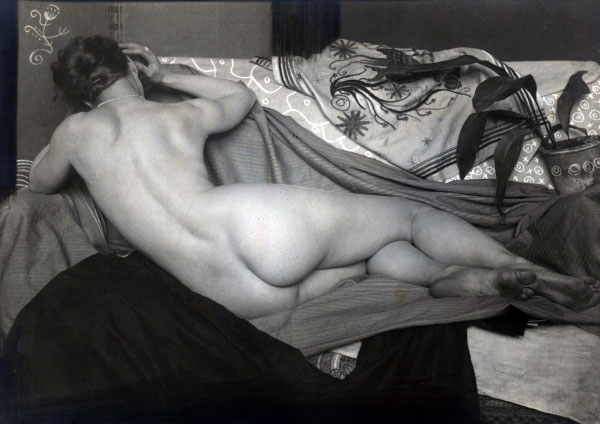
Nu allongé de dos, vers 1925[7],[8].
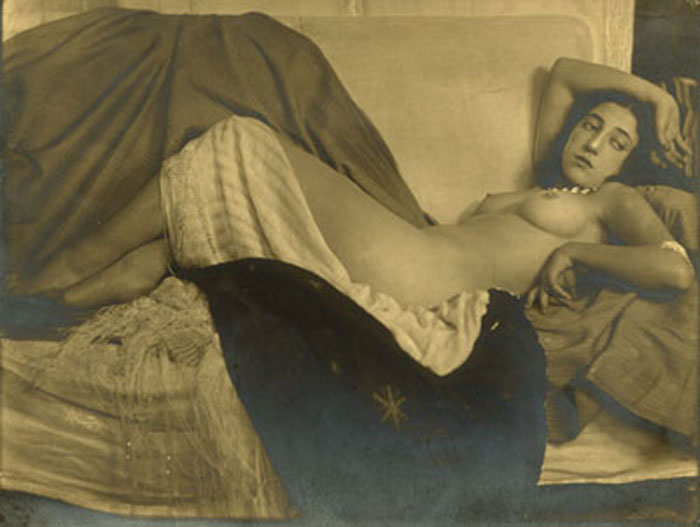
Nu, 1926.